# Mystery Men
Mystery Men (Brasil: Heróis Muito Loucos / Portugal: Homens Misteriosos) é um filme de comédia de super-heróis estadunidense de 1999, dirigido por Kinka Usher e escrito por Neil Cuthbert e Bob Burden, distribuído pela Universal Studios, vagamente baseado em Flaming Carrot Comics, e estrelado por Ben Stiller, Hank Azaria, Claire Forlani, Janeane Garofalo, Eddie Izzard, Greg Kinnear, William H. Macy, Kel Mitchell, Lena Olin, Paul Reubens, Geoffrey Rush, Wes Studi e Tom Waits.

## Enredo
Quando o Capitão Incrível, o super-herói favorito de Champion City, morre, um grupo de pessoas normais decide se transformar em super-heróis para combater o vilão Casanova Frankenstein e sua sócia, Dra. Annabel Leek. De dia, os heróis escondem essa personalidade justiceira, e à noite entram em ação.

## Elenco
- Ben Stiller como Roy / Sr. Furioso
- William H. Macy como Escavador / Eddie
- Hank Azaria como Rajá Azul / Jeffrey
- Janeane Garofalo como Garota Strike / Caroline
- Paul Reubens como  Ventoso
- Kel Mitchell como Garoto Invisível / James
- Wes Studi como  Esfinge
- Geoffrey Rush como Casanova Frankenstein
- Eddie Izzard como Tony P.
- Prakazrel Michel como Tony C.
- Lena Olin como Dra. Annabel Leek
- Greg Kinnear como Capitão Incrível / Lance Hunt
- Claire Forlani como Monica
- Tom Waits como Dr. A. Heller
- Ricky Jay como Victor Weems (publicitário do Capitão Incrível)
- Artie Lange como Red

## Música
| Lista de músicas |                                                                                 |                               |         |  |
| N.º              | Título                                                                          | Artista                       | Duração |  |
| 1.               | "Back In 1999"                                                                  | John Oszajca                  | 3:45    |  |
| 2.               | "All Star"                                                                      | Smash Mouth                   | 3:19    |  |
| 3.               | "Keep Keep Movin'"                                                              | Dub Pistols                   | 3:42    |  |
| 4.               | "The Mystery Men Mantra" (feat. Terry Bradford, Will Wheaton & Nancye Ferguson) | Mark Mothersbaugh             | 4:11    |  |
| 5.               | "No Way"                                                                        | Freak Power                   | 4:14    |  |
| 6.               | "Who Are Those Mystery Men" (feat. Romaine Jones)                               | Kel and the M.A.F.T. Emcees   | 4:08    |  |
| 7.               | "Rainy Day Parade"                                                              | Jill Sobule                   | 3:05    |  |
| 8.               | "Sometimes"                                                                     | Michael Franti & Spearhead    | 3:48    |  |
| 9.               | "Won't You Come Down"                                                           | Spy                           | 4:04    |  |
| 10.              | "Gangster"                                                                      | Citizen King                  | 2:43    |  |
| 11.              | "No More Heroes"                                                                | Violent Femmes                | 2:54    |  |
| 12.              | "Indigo"                                                                        | Moloko                        | 3:34    |  |
| 13.              | "Disco Inferno"                                                                 | The Trammps                   | 3:34    |  |
| 14.              | "Night Fever"                                                                   | Bee Gees                      | 3:30    |  |
| 15.              | "Mystery Men Oath"                                                              | Ben Stiller & William H. Macy | 0:42    |  |

Outras canções apresentadas no filme incluem
- "Planet Claire" – The B-52s
- "O Mio Babbino Caro" (composta por Giacomo Puccini) – Miriam Gauci
- "Play That Funky Music" – Wild Cherry
- "A Fifth of Beethoven" - Walter Murphy and the Big Apple Band

## Recepção
O filme teve críticas positivas dos críticos. O Rotten Tomatoes dá ao filme uma pontuação de 60% (com uma classificação média de 5,7) com base em 103 avaliações. O consenso afirma: "Personagens absurdos e piadas peculiares são trazidos à vida por um elenco talentoso, dando a essa paródia de super-heróis muitas risadas". No Metacritic, o filme tem uma classificação de 65/100 com base em 24 críticos, significando "revisões geralmente favoráveis".